# Мекрешть (Ребріча, Васлуй)
Мекрешть, Мекрешті (рум. Măcrești) — село у повіті Васлуй в Румунії. Входить до складу комуни Ребріча.
Село розташоване на відстані 294 км на північ від Бухареста, 31 км на північний захід від Васлуя, 29 км на південь від Ясс.

## Населення
За даними перепису населення 2002 року у селі проживали 95 осіб, усі — румуни. Усі жителі села рідною мовою назвали румунську.